# NGC 254
NGC 254 (другие обозначения — ESO 411-15, MCG −5-3-5, AM 0045-314, PGC 2778) — линзообразная галактика (SB0) в созвездии Скульптор. Расстояние до галактики от Млечного Пути оценивается в 72 миллиона световых лет. Галактика открыта 27 сентября 1834 года Джоном Гершелем.
Описание Дрейера: "очень яркая, довольно маленькая ... звезда 8-й величины".
Этот объект входит в число перечисленных в оригинальной редакции «Нового общего каталога».